# Congrès mondial de philosophie
 (juin 2017).
Le Congrès mondial de philosophie est une rencontre mondiale de philosophes, organisée tous les 5 ans depuis 1948 par la Fédération internationale des sociétés de philosophie, en collaboration avec une des sociétés membres, laquelle assume la responsabilité de l'organisation du congrès.

## Liste des conférences
| Édition | Date                       | Lieu           |
| ------- | -------------------------- | -------------- |
| 1re     | 1900                       | Paris          |
| 2e      | 1903                       | Rome           |
| 3e      | 1908 (31 août-5 septembre) | Heidelberg     |
| 4e      | 1911                       | Bologne        |
| 5e      | 1924                       | Naples         |
| 6e      | 1926 (13–17 septembre)     | Boston         |
| 7e      | 1930 (1–6 septembre)       | Oxford         |
| 8e      | 1934                       | Prague         |
| 9e      | 1938                       | Paris          |
| 10e     | 1948 (11–18 août)          | Amsterdam      |
| 11e     | 1953 (20–26 août)          | Bruxelles      |
| 12e     | 1958 (12–18 septembre)     | Venise         |
| 13e     | 1963 (7–14 septembre)      | Mexico         |
| 14e     | 1968 (2–9 septembre)       | Vienne         |
| 15e     | 1973                       | Varna          |
| 16e     | 1978                       | Düsseldorf     |
| 17e     | 1983 (août)                | Montréal       |
| 18e     | 1988                       | Brighton       |
| 19e     | 1993                       | Moscou         |
| 20e     | 1998                       | Boston         |
| 21e     | 2003                       | Istanbul       |
| 22e     | 2008 (juillet 30-5 août)   | Séoul          |
| 23e     | 2013                       | Athènes        |
| 24e     | 2018                       | Beijing, Chine |
| 25e     | 2024                       | Rome           |